# باشگاه فوتبال ایتون سوکن
باشگاه فوتبال ایتون سوکن یک باشگاه فوتبال استقرار یافته در سنت نئوتز، انگلستان است. آنان در حال حاضر عضو لیگ دسته اول میدلندز جنوبی اسپارتان می‌باشند و در ریور رود، سنت نئوتز بازی می‌کنند.

## تاریخ
باشگاه فوتبال ایتون سوکن در تاریخ ۱۸۶۷ تأسیس شد. در تاریخ ۲۰۰۵، این باشگاه پس از قهرمانی در بخش بزرگسالان A به بخش برتر لیگ شهرستان کمبریج شایر عضو شد. در تاریخ ۲۰۲۲، باشگاه به لیگ دسته یک میدلندز جنوبی اسپارتان قبول شد.

## زمین
باشگاه فوتبال ایتون سوکن درحاضر در ریور رود، سنت نئوتس بازی می‌کند.